# 64DD

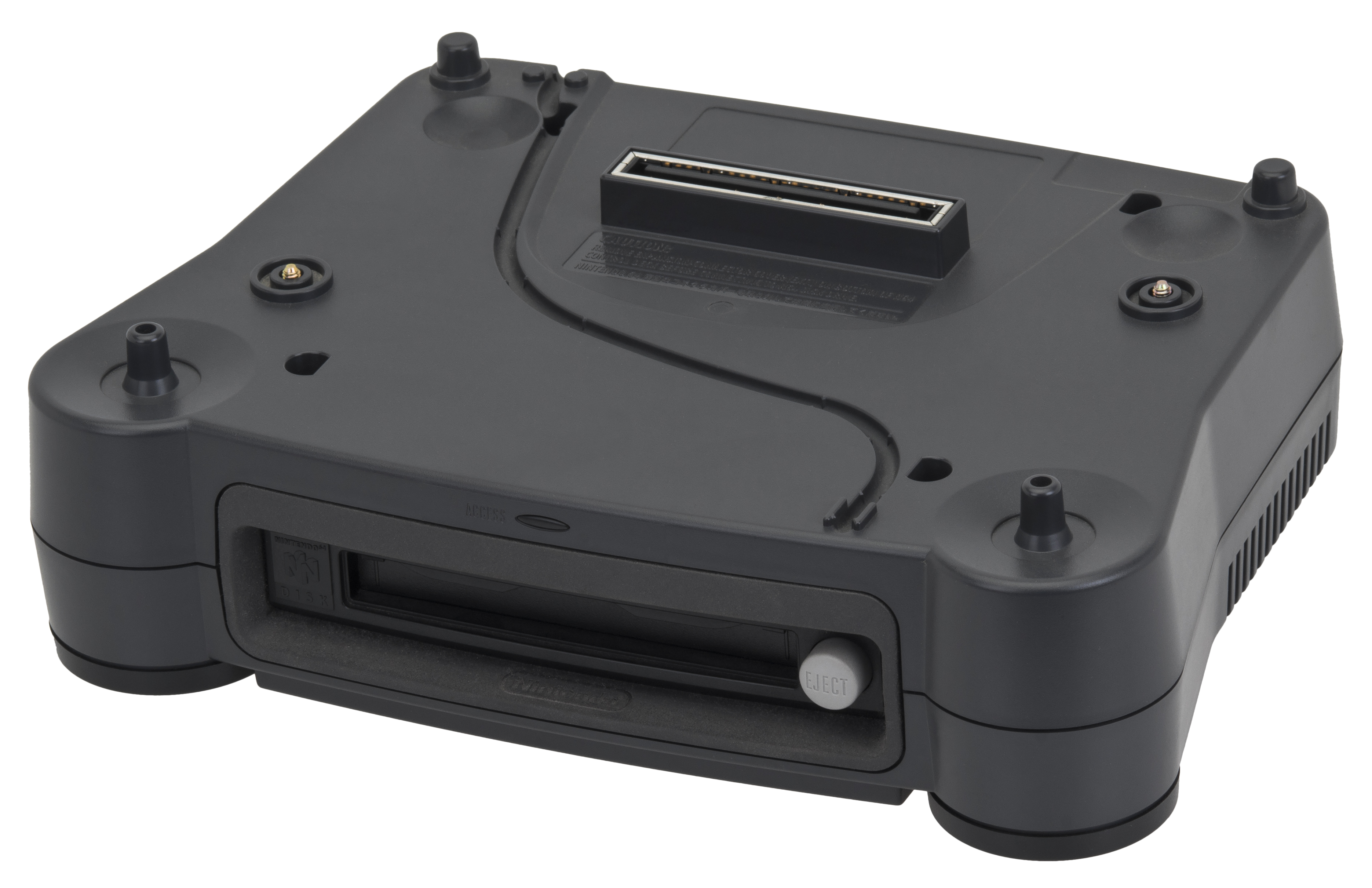
64DD本體

64DD是日本电子游戏厂商任天堂在1999年为其旗下游戏主机任天堂64所推出的一款磁碟机外设，最初在1995年于N64发布前公布，但最终被多次推迟，于4年后的1999年12月才在日本发售。
当时，N64的竞争对手PlayStation与世嘉土星均已采用了新的CD-ROM光盘作为自身的游戏存储介质，而N64则仍旧使用卡带作为游戏存储介质，相较于拥有700MB容量的CD-ROM而言，在N64刚推出时，它所采用的卡带只有约4-12MB的大小，而64DD即是在这样的背景下诞生的，将其插入游戏机底部的扩展端口后，N64就可以通过它读取专有的64MB磁盘，虽然容量依旧小于CD-ROM，但64DD所采用的磁盘可以覆写，并依旧在防盗版和读取速度上较CD-ROM占优。64DD的另一个功能是作为N64的联网外设，用户可以通过64DD使用在线服务Randnet连接到互联网，游玩在线游戏和进行媒体共享。
任天堂在1999年12月13日开始透过通过邮购订阅计划出售64DD，用户需要以每月支付2,500至3000日元，持续12个月的方式购买64DD，用户会同时获得Randnet在线服务和调制解调器以及每两个月一款，总共6款的64DD游戏，64DD最终成为了任天堂的一个商业失败，它总共仅生产了不到两年，生涯销量仅约1.5万台，网络服务Randnet亦随着它的停产而在2001年终止，许多曾计划发售在64DD上的游戏最终在其发售前被改以卡带形式登录了N64，还有一些被取消，而到了64DD发售的那年，N64本身的卡带容量也已经被改扩至64MB。

## 簡介
64DD克服了N64容量不足的問題，也提供CD-ROM所沒有的讀寫功能，且搭配了Randnet的網路功能販售，讓N64也能具備網路連線的功能
而後由於終止販售的緣故，許多原先預計開發的64DD遊戲也都中止開發，不過當時許多概念依舊保留在任天堂公司中，而將其經驗應用在後來的NDS與Wii主機中。

## 歷史
64DD首次登場是在1995年的任天堂SpaceWorld展覽會展出，原先預定1996年推出，但一路延遲到1999年12月1日才正式在日本上市。
銷售方式不採取一般市面通路方式販售，而改採會員郵購的方式，要購買的玩家必須先與任天堂簽約成為會員，然後以12期分期付款的方式購買，每期2500日圓，之後每兩個月會寄送一款64DD遊戲。
而由於延遲上市，市場已經被索尼的PlayStation攻佔，且另一強敵世嘉的新主機Dreamcast也準備上市，因此64DD從上市就充滿著困難，而後由於銷售狀況不順利，RANDNet服務於2000年年底宣佈停止會員申請，並回收玩家手中的RANDNet硬體然後中止網路服務。
許多原先預定推出在64DD上之遊戲也因為64DD不斷延遲上市而紛紛轉移以卡帶方式發行，其中最具代表性的遊戲就是《薩爾達傳說 時之笛》，從發行到最後64DD總共推出8款遊戲。

## 硬體規格
- 尺寸： 260mm (w) × 190mm (d) × 78.7mm (h)
- 與N64結合高度： 144.2mm
- 重量： 1.6 kg
- 磁片尺寸： 101mm (w) ×103mm (d) × 10.2mm (h); 43g
- 搜尋時間0.075秒以內
- 資料傳輸速度： 每秒0.79MB
- 磁片容量： 64MB，其中1~38MB可讀寫
- 支援N64檔案壓縮機能
- 內附4MB RAM

## Randnet
為提供64DD之網路功能，任天堂與媒體公司Recruit合作開發64DD的全新線上服務 Randnet，隨後成立RandnetDD公司。64DD網路連線功能可經由家中電話線連線進行「線上連線對戰、下載遊戲試玩、聽線上音樂與瀏覽網站」。
後來RANDNet服務雖然僅僅營運11個月就宣告中止，但是此概念後來在NDS與Wii上獲得廣大成功。

## 图集

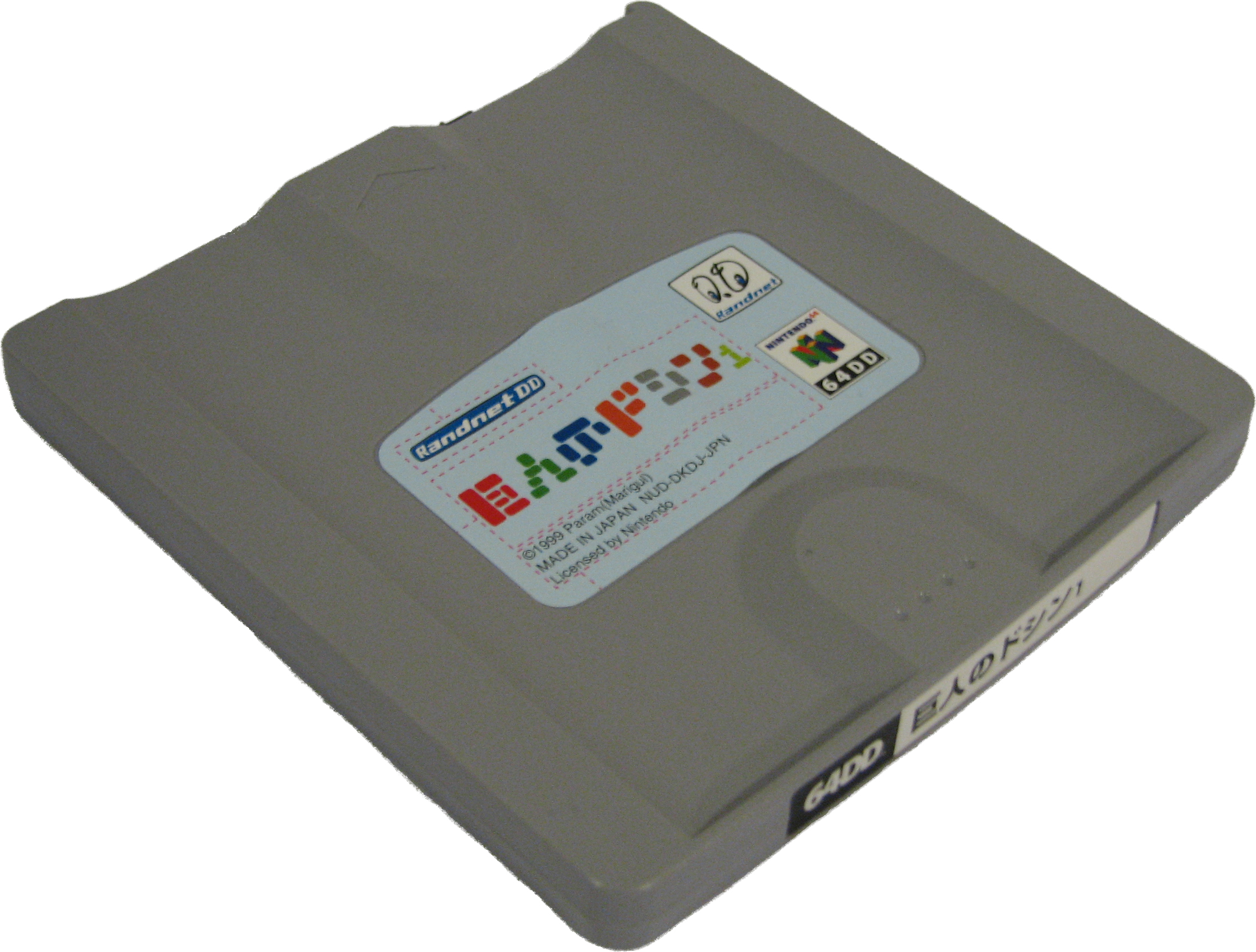
64DD磁碟的顶部（图中为游戏《巨人多西（英语：Doshin the Giant）》的磁碟）
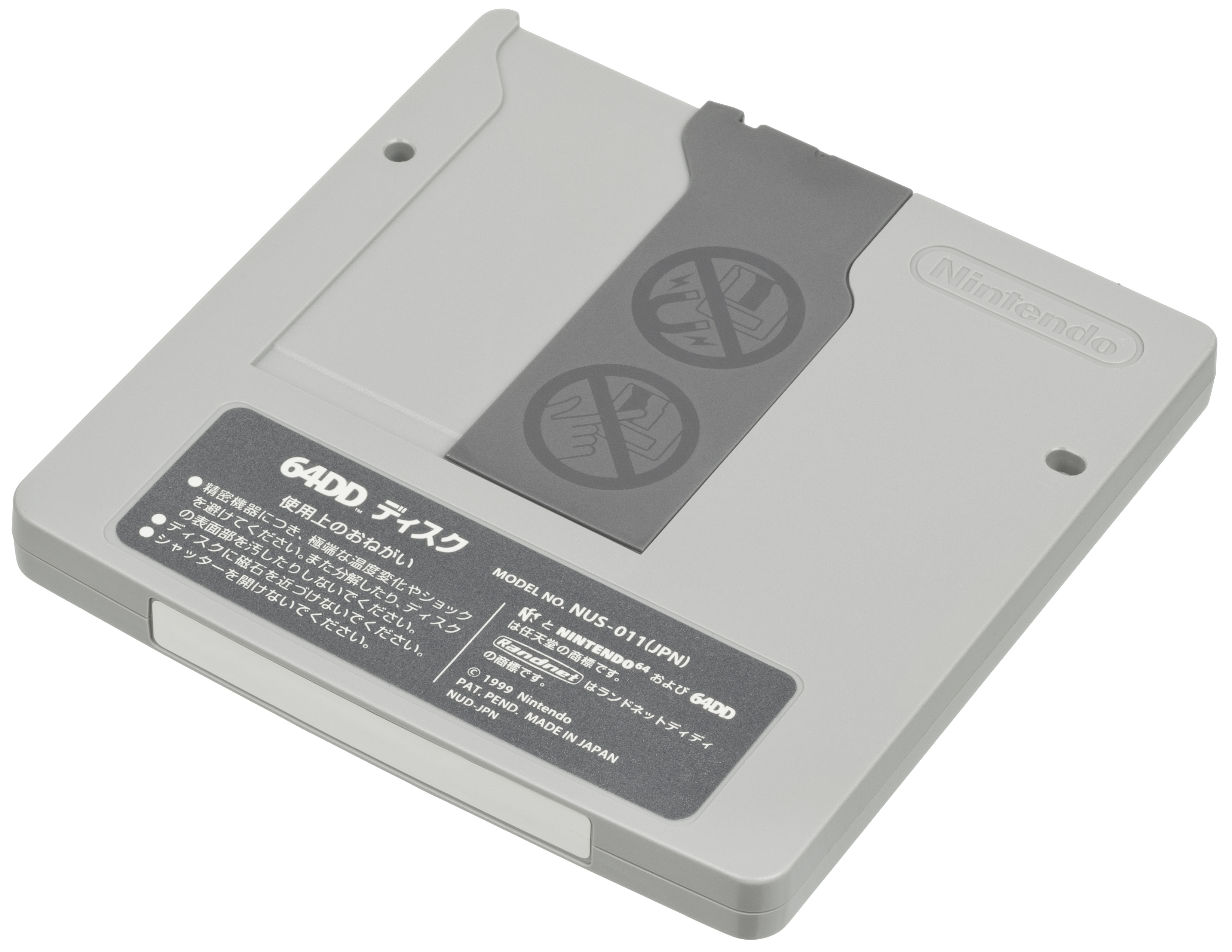
64DD磁碟的底部
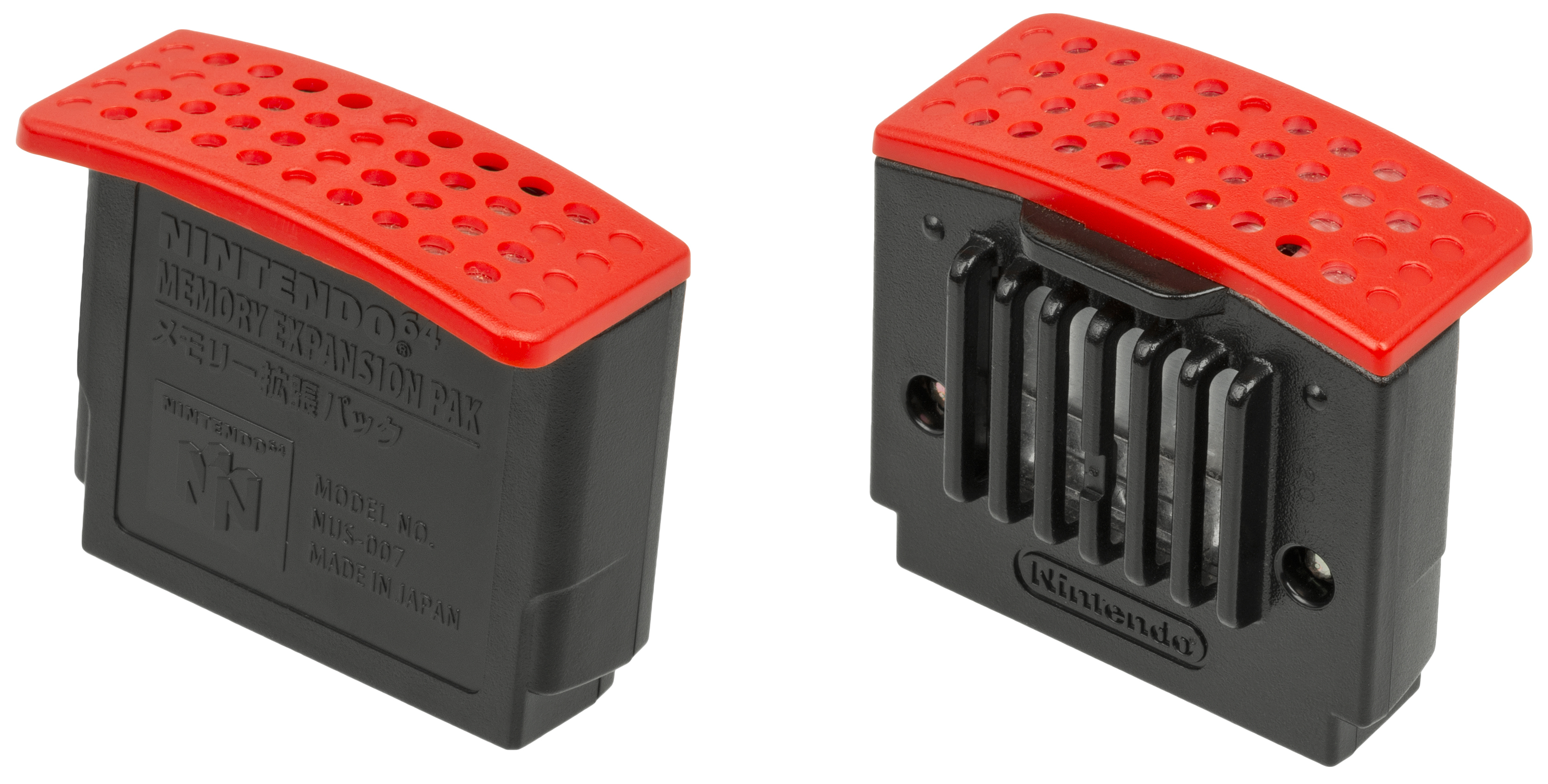
64DD的存储扩充包
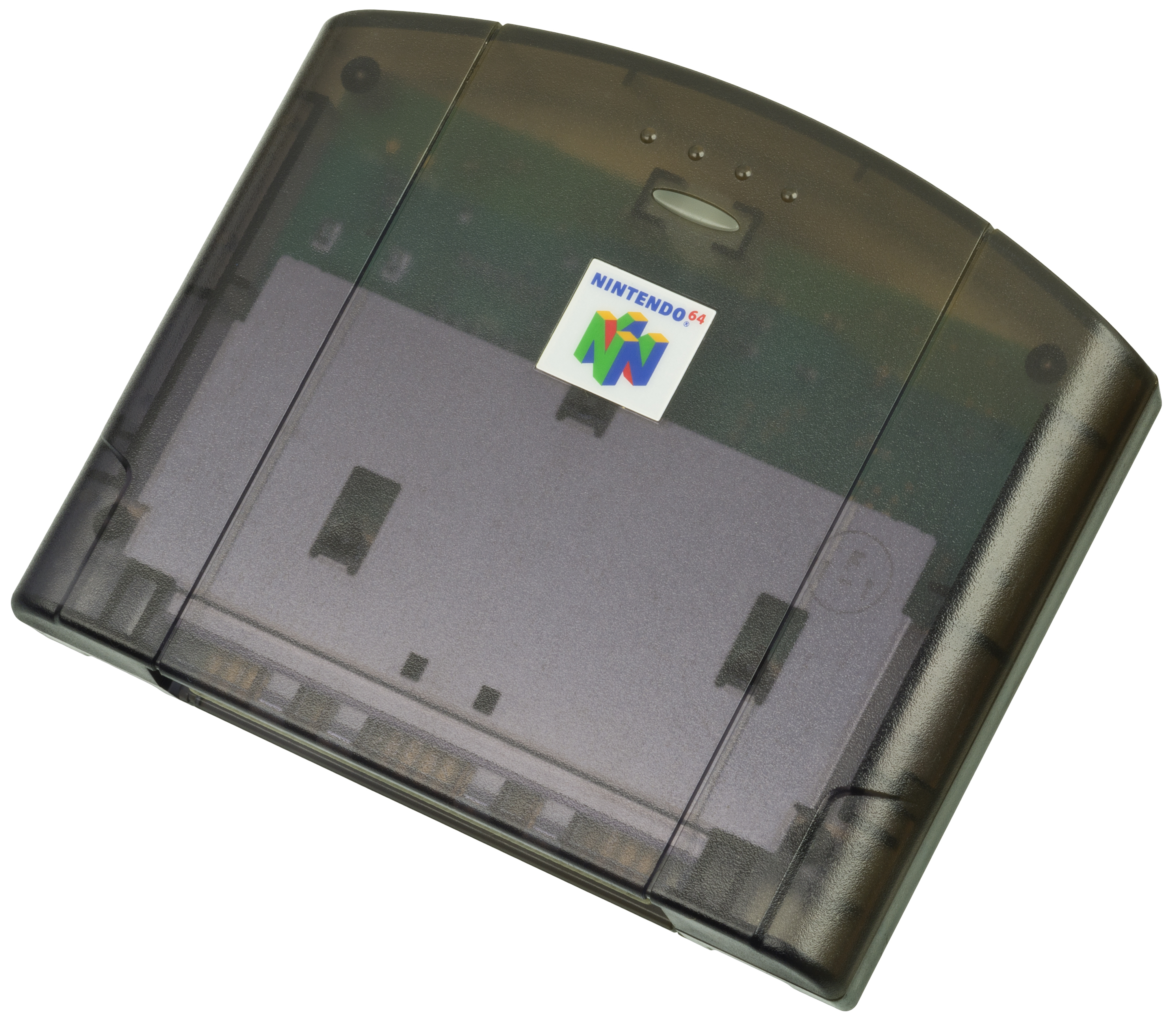
随附的调制解调器卡带
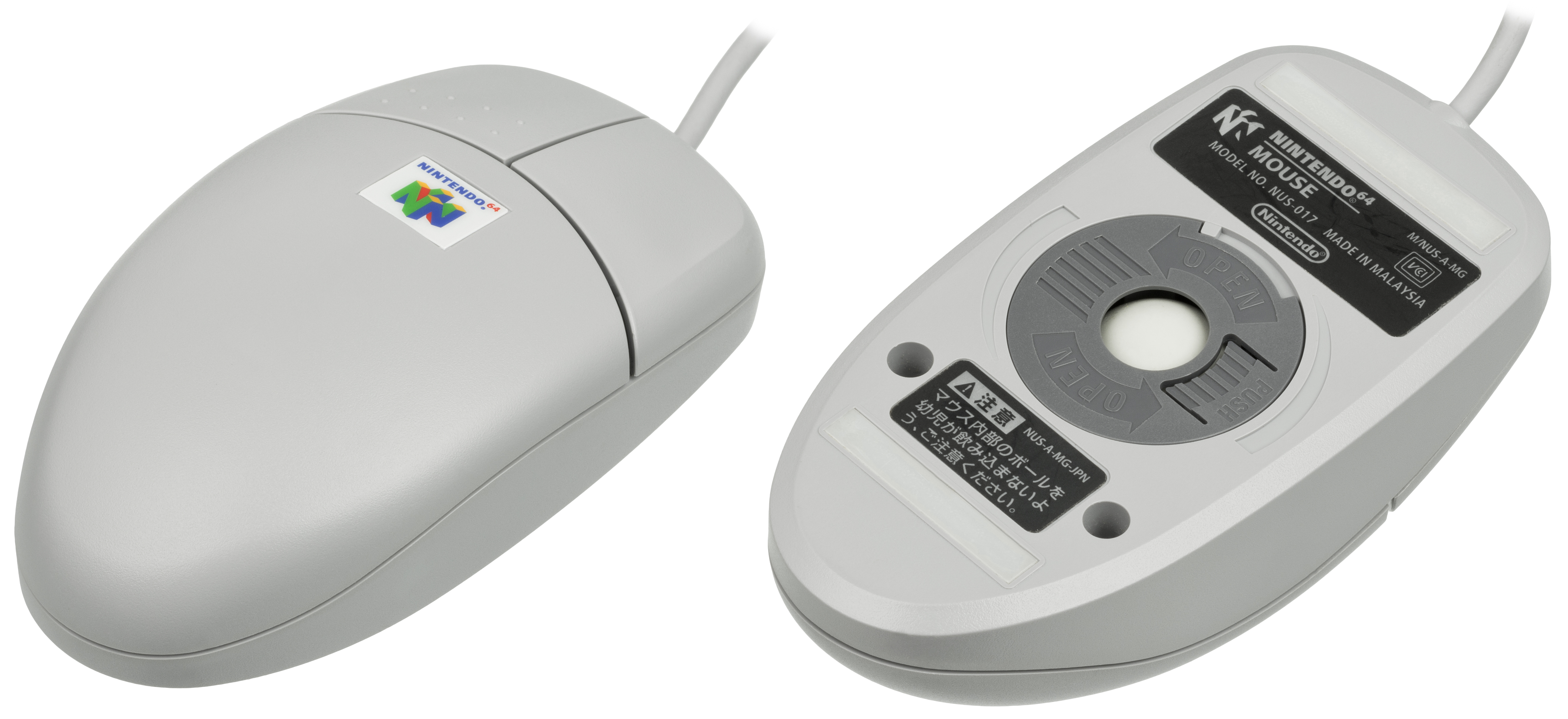
仅与64DD游戏《马力欧艺术家（英语：Mario Artist）》捆绑销售的N64鼠标

## 外部連結
- （日語）64DD研究所（页面存档备份，存于）